# Patinaj viteză la Jocurile Olimpice de iarnă din 1924 - 1.500 metri (masculin)
Proba de patinaj viteză 1.500 metri masculin de la Jocurile Olimpice de iarnă din 1924 de la Chamonix, Franța a avut loc pe 27 ianuarie 1924. Au concurat douăzeci și doi de sportivi din nouă țări.

## Rezultate
| Loc | Sportiv                      | Timp   |
| --- | ---------------------------- | ------ |
| 1   | Clas Thunberg (FIN)          | 2:20,8 |
| 2   | Roald Larsen (NOR)           | 2:22,0 |
| 3   | Sigurd Moen (NOR)            | 2:25,6 |
| 4   | Julius Skutnabb (FIN)        | 2:26,6 |
| 5   | Harald Strøm (NOR)           | 2:29,0 |
| 6   | Oskar Olsen (NOR)            | 2:29,2 |
| 7   | Harry Kaskey (USA)           | 2:29,8 |
| 8   | Charles Jewtraw (USA)        | 2:31,6 |
| 8   | Joe Moore (USA)              | 2:31,6 |
| 10  | Alberts Rumba (LAT)          | 2:32,0 |
| 11  | Charles Gorman (CAN)         | 2:35,4 |
| 12  | Bill Steinmetz (USA)         | 2:36,0 |
| 13  | Axel Blomqvist (SWE)         | 2:36,4 |
| 14  | Léonhard Quaglia (FRA)       | 2:37,0 |
| 15  | Leon Jucewicz (POL)          | 2:42,6 |
| 16  | André Gegout (FRA)           | 2:54,4 |
| 17  | Gaston Van Hazebroeck (BEL)  | 2:54,8 |
| 18  | George de Wilde (FRA)        | 2:55,0 |
| 19  | Louis De Ridder (BEL)        | 3:01,8 |
| 20  | Philippe Van Volckxsom (BEL) | 3:14,6 |
| 21  | Marcel Moens (BEL)           | 3:16,8 |
| –   | Asser Wallenius (FIN)        | DNF    |